# Lachnum rhytismatis
Lachnum rhytismatis är en svampart som först beskrevs av William Phillips, och fick sitt nu gällande namn av John Axel Nannfeldt 1939. Lachnum rhytismatis ingår i släktet Lachnum och familjen Hyaloscyphaceae.  Arten är reproducerande i Sverige. Inga underarter finns listade i Catalogue of Life.